# Gunnar Romdahl
Gunnar Romdahl, född 6 juni 1907 i Masthuggs församling, Göteborg,  död 15 oktober 1975 i Annedals församling, Göteborg, var en svensk målare och grafiker. Han var son till Axel Romdahl och bror till Åke Romdahl.
Romdahl studerade konst vid Slöjdföreningens skola 1924–1925, därefter vid Valands konstskola 1927–1928. Han fortsatte på Konstakademien i Stockholm 1928–1932 samt vid den italienska Konstakademien i Rom 1932–1934. Han debuterade i en större utställning i Göteborg 1935. Romdahl var verksam som porträttmålare, figurtavlor och landskapsmålare. Han finns representerad på Moderna museet, Göteborgs konstmuseum, Gripsholm, Göteborgs Historiska museum  med flera verk.